# 绍塔·米什韦利泽
绍塔·米什韦利泽（1994年10月18日—），格鲁吉亚男子举重运动员，2017年世界举重锦标赛男子62公斤级铜牌得主、2021年世界举重锦标赛男子61公斤级银牌得主。